# شيهو أونودرا
شيهو أونودرا (小野寺 志保) (18 نوفمبر 1973 في كاناغاوا في اليابان – )؛ هي لاعبة كرة قدم كانت تلعب كحارس مرمى. ولعبت مع منتخب اليابان لكرة القدم للسيدات.

## وصلات خارجية
- شيهو أونودرا على موقع الاتحاد الدولي (مؤرشف)  (الإنجليزية)
- شيهو أونودرا على موقع قاعدة بيانات كرة القدم.إي يو (الإنجليزية)
- شيهو أونودرا على موقع Soccerway.com (الإنجليزية)
- شيهو أونودرا على موقع عالم كرة القدم.نت (الإنجليزية)
- شيهو أونودرا على موقع اللجنة الأولمبية الدولية (الإنجليزية)
- شيهو أونودرا على موقع أوليمبيديا (الإنجليزية)